# Lucius Pomponius

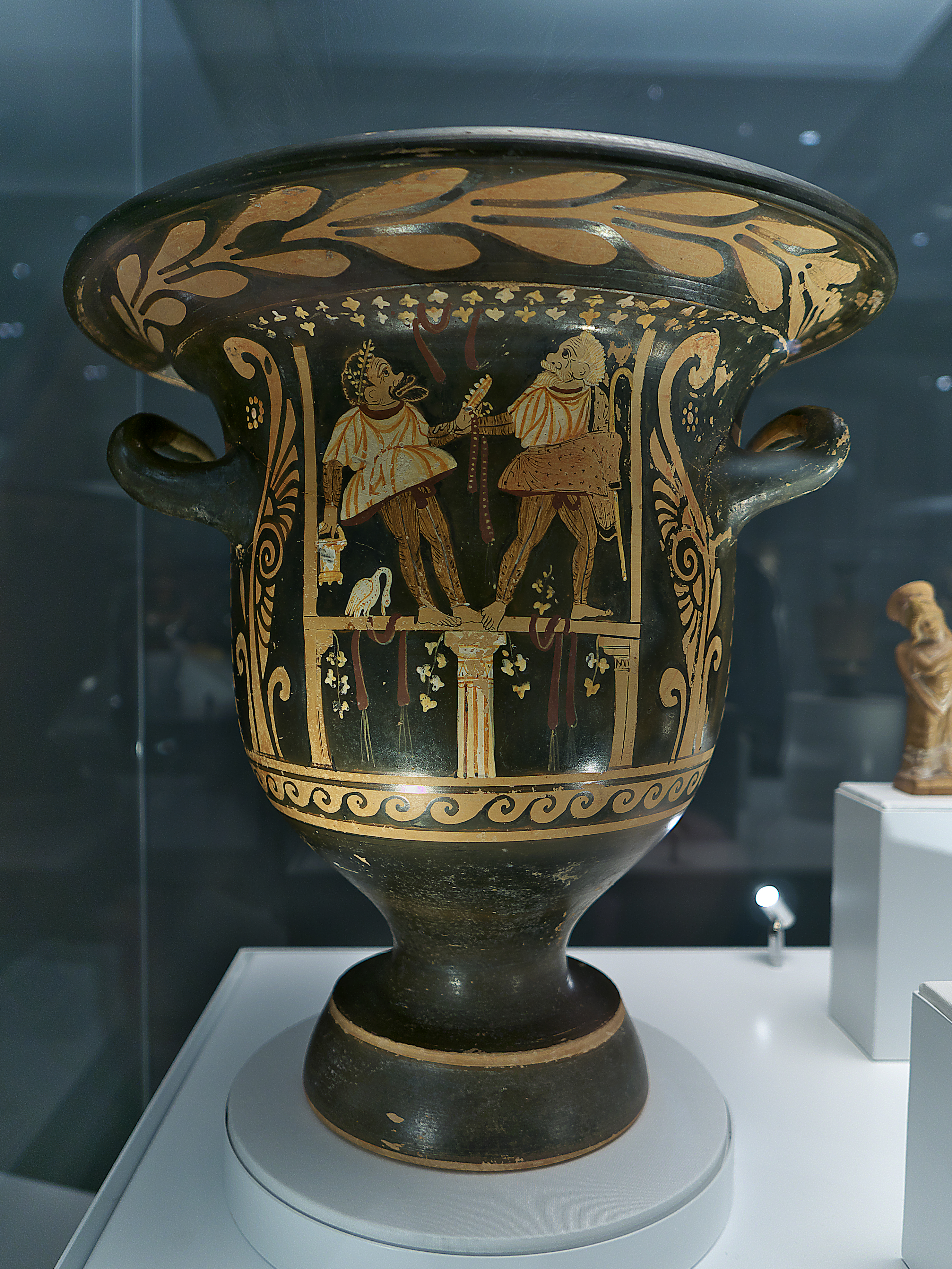
Nach Jean-Marie André eine Atellanen-Szene auf einem Glockenkrater aus Unteritalien, etwa 330 V. Chr.

Lucius Pomponius oder Lucius Pomponius Bononiensis (fl. 89 v. Chr.) war ein römischer Autor, der aus Bononia in der Provinz Gallia cisalpina stammte. Er galt der Nachwelt zusammen mit Novius als Schöpfer der literarischen Atellana fabula.
Timothy Peter Wiseman hält ihn für einen „Innovator“, der nicht nur bei einem Genre blieb, sondern Neues probierte. 20 seiner 70 Werke, deren Titel wir u. a. dem Grammatiker Nonius Marcellus verdanken, seien eindeutig der atellane zuzuordnen, während er mit Pomponius Porphyro glaubt, auch drei Satyrspiele benennen zu können: Atalante, Sisyphos und Ariadne. Zwei andere Titel erlauben ebenso diese Deutung. Als weiteres Genre meint er, mythologische Burlesken ausmachen zu können.
Laut Michael von Albrecht verwendeten Atellane-Dichter gerne Tragödienmythen, die sie dann als Parodie ins Komische wendeten (Beispiele bei Pomponius: Agamemno suppositus und Armorum iudicium). Pomponius schrieb hier in jambischen Septenaren, Cantica wurden vermieden.
Unter Berücksichtigung aller überlieferten Verse stellt Eckard Lefèvre fest: „Unter den vollständigen bzw. fast vollständigen Versen, die von Pomponius erhalten sind (124), finden sich 84 trochäische Septenare (68 %), 29 jambische Senare (23 %) sowie 6 jambische Septenare, 3 jambische Oktonare, 1 trochäischer Oktonar und 1 kretischer Dimeter + Ityphallicus, die die restlichen 9 % ausmachen.“ Diese Daten belegen nach Lefèvre und Albrecht einen Einfluss der palliata auf die fabula atellana bei Pomponius. Typische Figuren wie Maccus (der Dummkof), Pappus (der geizige, einfältige Alte) und Bucco (der einfältige Angeber), die sofort an ihren Masken zu erkennen waren, und die Verwendung einer derben Volkssprache zeigen zudem die Verwurzelung von Pomponius in den Traditionen der vorliterarischen, improvisierten atellane.

## Werke
- Paolo Frassinetti: Fabularum Atellanarum Fragmenta. Paravia, Turin 1955, S. 1-46 (Digitalisat).